# Federalistiska partiet
Uttrycket federalisterna betecknar två olika grupperingar i USA:s historia:
1. Alla politiker, som mellan 1787 och 1789 stödde ratificeringen av USA:s konstitution.
2. De politiker, som stödde presidenterna George Washingtons och John Adams regeringspolitik.

De båda grupperna överlappade visserligen varandra, men är emellertid inte identiska.

## Förra betydelsen
”Federalist” eller ”Federalist Party” (federalistiska partiet) avsåg ursprungligen alla partiriktningar som stödde den amerikanska konstitutionen från 1787. Deras namn har sin motsvarighet i de så kallade Federalist Papers, eller snarare de i The Federalist sammanfattade essäerna av Alexander Hamilton, sedermera finansminister, James Madison, sedermera landets fjärde president, och John Jay, sedermera den första chefsdomaren i USA:s högsta domstol.
Den första gruppen fick sitt namn på grund av att de var för att konstitutionen, vilken skulle skapa en mer sammanhållen federation av de hittills blott löst sammanhållna före detta kolonierna, skulle undertecknas. De bildade inget egentligt parti, utan var snarare en rörelse av människor med ett gemensamt mål och vilken upplöstes i och med målets uppnående.

## Senare betydelse

Partiets symbol.

Federalisterna i det andra avseendet var från 1791 anhängarna av Washingtons och Alexander Hamiltons regeringspolitik, till exempel Timothy Pickering (utrikesminister i John Adams’ kabinett). Dessa hade framförallt siktet inställt på en stark centralregering, medan deras motståndare eftersträvade ett statsförbund, vilken överlät mer makt till delstaterna. Även dessa federalister var inget parti i modern bemärkelse.
Viktiga punkter på federalisternas politiska program var grundandet en första nationalbank (som sedan kom att upplösas) för belåning av inhemskt näringsliv, uppbyggnaden av en armé och flotta. Det sistnämnda sattes framgångsrikt in mot nordafrikanska pirater. I samband med revolutionskrigen i Europa förhöll sig federalisterna strikt neutrala. Dessutom krävde de en aktiv ekonomisk politik med inriktning på manufaktur, handel och bankväsende. Därtill stödde de hantverkarnas sak gentemot jordbrukets intressen.
Personliga skillnader emellan John Adams och Hamilton ledde till en splittring av federalisterna och bidrog väsentligt till Demokratisk-republikanska partiets valseger med Thomas Jefferson. Ehuru federalisterna kom att bli ett viktigt parti i New England, förlorades dock alltmer inflytande. Efter att Hamilton bragts av daga i en duell (med Aaron Burr) och Adams dragit sig ur det politiska livet, saknade federalisterna en stark ledare och partiet försvagades alltmer.
Efter 1815–1817 kan federalisterna ej längre uppfattas såsom ett regelrätt parti. Partiet anses vara föregångare till det Republikanska partiet.

### Federalistiska presidentkandidater
- John Adams, 1796, 1800
- Charles C. Pinckney, 1804, 1808
- DeWitt Clinton, 1812
- Rufus King, 1816